# Бризи, Мэттью
Мэ́ттью Кри́стофер Бри́зи (англ. Matthew Breeze; род. 10 июня 1972, Сидней) — австралийский футбольный арбитр. С 1994 года судит матчи чемпионата Австралии. С 2001 года включен в список арбитров ФИФА. Мэттью Бризи по профессии прокурор.

## Судейская карьера
Мэттью Бризи было только 22 года, когда он вышел судить свой первый матч в чемпионате Австралии. В свой дебютный сезон он отсудил 20 матчей. С 2001 года он включён в список арбитров ФИФА, в тот же год он отсудил свой первый матч на международном уровне в отборочном раунде зоны Океании к чемпионату мира.
В следующем году он был вызван судить Кубок наций ОФК, а в 2003 году он впервые судил финальный раунд чемпионата мира до 20 лет, проходивший в ОАЭ. Мэттью Бризи отсудил четыре игры, в том числе матч за третье место между сборными Колумбии и Аргентины.
В 2005 году он судил матчи Кубка конфедераций ФИФА, и опять удостоился обслуживать матч за третье место, на этот раз между сборными Германии и Мексики.
После перехода в 2007 году Австралии в Азиатскую футбольную конфедерацию (АФК), Мэттью Бризи был включён в список судей на Кубок Азии, он отсудил матчи группового этапа, а также полуфинальный матч между сборными Саудовской Аравии и Японии.
В том же году он принял участие в чемпионате мира до 17 лет, который проходил в Южной Корее.